# Wybory parlamentarne w Danii w 1968 roku
Wybory parlamentarne w Danii w 1968 roku zostały przeprowadzone 23 stycznia 1968. Wybory wygrała lewicowa partia Socialdemokraterne, zdobywając 34,2% głosów, co dało partii 62 mandaty w 179-osobowym Folketingu. Frekwencja wynosiła 89,3%. 
| Partia                       | % głosów | liczba mandatów |
| ---------------------------- | -------- | --------------- |
| Socialdemokraterne           | 34,2%    | 62              |
| Konserwatywna Partia Ludowa  | 20,4%    | 37              |
| Venstre                      | 18,6%    | 34              |
| Det Radikale Venstre         | 15%      | 27              |
| Socjalistyczna Partia Ludowa | 6,1%     | 11              |
| Venstresocialisterne         | 2%       | 4               |
| Centroliberałowie            | 1,3%     | -               |
| Partia Komunistyczna         | 1%       | -               |
| Partia Sprawiedliwości       | 0,7%     | -               |
| Partia Konstytucyjna         | 0,5%     | -               |
| Partia Schleswigu            | 0,2%     | -               |
| Razem                        | 100%     | 179             |